# ريموند دالماو
ريموند دالماو (بالإنجليزية: Raymond Dalmau) مواليد 27 أكتوبر 1948 في سان خوان، هو لاعب كرة سلة من بورتوريكو سابق أصبح مدرباً. مثّل منتخب بلاده. شارك في مسابقة كرة السلة في الألعاب الأولمبية الصيفية. اعتزل اللعب في 1985.

## روابط خارجية
- ريموند دالماو على موقع الاتحاد الدولي لكرة السلة (الإنجليزية)
- ريموند دالماو على موقع الاتحاد الدولي لكرة السلة (الإنجليزية)
- ريموند دالماو على موقع سبورتس رفرنس (الإنجليزية)
- ريموند دالماو على موقع أوليمبيديا (الإنجليزية)